# ديفيد سوندرز (لاعب كرة قدم أمريكية)
ديفيد سوندرز (بالإنجليزية: David Saunders)‏ هو لاعب كرة قدم أمريكية أمريكي، ولد في 31 يناير 1976 في توليدو في الولايات المتحدة.